# Tant qu’il y aura des hommes (album)
 (février 2024).
Si vous disposez d'ouvrages ou d'articles de référence ou si vous connaissez des sites web de qualité traitant du thème abordé ici, merci de compléter l'article en donnant les références utiles à sa vérifiabilité et en les liant à la section « Notes et références ».
Pour les articles homonymes, voir Tant qu'il y aura des hommes.
Albums de Amanda Lear
Uomini più uomini Cadavrexquis
Tant qu’il y aura des hommes est le neuvième album studio d'Amanda Lear sorti en France en 1990. Il est l'adaptation en français de plusieurs titres interprétés en italien dans son album précédent Uomini più uomini. Il contient un titre inédit (paroles et musique) Métamorphose.

## Titres
Les dix titres de cet album sont :
- Ma Chére Claire - 3:38 (Vito Pallavicini, Conte, Molco)
- Métamorphose - 3:12 (J. Conquement)
- Demain. - 4:15 (Vito Pallavicini, Conte, Amanda Lear, Molco)
- L'école d'amour - 4:30 (Amanda Lear, Claudio Daiano)
- Echec et mat - 4:30 (Amanda Lear, M. Poggini, G. Caliandro, Claudio Daiano)
- Una notte insieme a te - 3:51 (S.Menegale, R.Ferrato)
- Indovina chi sono - 3:22 (P.Leon, Paolo Limiti)
- Ragazzino - 4:18 (Caliandro, Daino, Claudio Daiano)
- Una rosa un tango - 4:03 (Cristiano Malgioglio, C.Castellari)
- Due - 3:27 (C.Zavaglia, S.Mogavero, F.Graniero)

## Production

### Album
| Format      | Pays   | Label           | Référence | Date de sortie |
| ----------- | ------ | --------------- | --------- | -------------- |
| LP 33 tours | France | Carrère - Ibach | 66 875    | 1989           |
| Cassette    | France | Carrère - Ibach | 76 875    | 1989           |
| CD          | France | Carrère - Ibach | 96 875    | 1989           |

### Singles extraits de l'album

#### 45 Tours
- 1989: "Métamorphose" / "Métamorphose" (Instrumental) ( France, Carrère-Ibach 14682)
- 1990: "L'école D'Amour" / "Due" ( France, Carrère-Ibach 14836)